# Кролячий (острів, Японське море)
Кро́лячий (рос. Кроличий) — невеликий острів у затоці Петра Великого Японського моря. Знаходиться за 280 м на схід від півострова Янковського при вході до бухти Нарва, навпроти села Безверхово. Адміністративно належить до Хасанського району Приморського краю Росії.

## Географія
Довжина острова приблизно 400 м, ширина — до 100 м. Місцями острів вкритий чагарниками. Північний та західний береги пологі та обмежені піщано-гальковими пляжами, східний та південний — скелясті. На південному сході встановлено маяк. Острів є кінцевим пунктом популярного каякінгового маршруту.

## Історія
Острів отримав свою назву через те, що на початку XX століття господар острова Юлій Брінер розводив на ньому кролів. Ті хоча і розмножились до декількох десятків тисяч, але потім вимерли через зараження якоїсь хвороби.